# Anaxita sannionis
Anaxita sannionis är en fjärilsart som beskrevs av Butler 1873. Anaxita sannionis ingår i släktet Anaxita och familjen björnspinnare. Inga underarter finns listade i Catalogue of Life.